# Чемпіонат Польщі з хокею 1951
Чемпіонат Польщі з хокею 1951 — 16-ий чемпіонат Польщі з хокею, чемпіоном став клуб Легія Варшава.

## Кваліфікація
- Гурник Янув — Колеяж (Торунь) 7:2 (4:0,2:2,1:0)
- Колеяж (Торунь) — Гурник Янув 5:6 (0:4,3:2,2:0)

## Фінальний раунд
| М  | Команда       | І | Ш     | О |
| -- | ------------- | - | ----- | - |
| 1. | Легія Варшава | 3 | 10:2  | 6 |
| 2. | КТХ Криниця   | 3 | 11:13 | 2 |
| 3. | Огніво Краків | 3 | 8:11  | 2 |
| 4. | Гурник Янув   | 3 | 8:11  | 2 |